# پل‌اوشن
پل اوشن، روستایی است از توابع بخش مرزن‌آباد شهرستان چالوس در استان مازندران ایران.

## جمعیت
این روستا در دهستان کوهستان (چالوس) قرار دارد و براساس سرشماری مرکز آمار ایران در سال ۱۳۸۵، جمعیت آن ۸۲ نفر (۱۷خانوار) بوده‌است.  مردم پل اوشن از قومیت طبری هستند. مردم پل اوشن به زبان طبری با گویش چالوسی سخن می‌گویند.